# Opuntia colubrina
Opuntia colubrina là một loài thực vật có hoa trong họ Cactaceae. Loài này được A. Cast. mô tả khoa học đầu tiên năm 1955.